# Akile Tasi
Akile Tasi też jako: Arqile Tasi (ur. 1891 we wsi Leusē k. Përmetu, zm. 30 stycznia 1961 w więzieniu w Burrelu) – albański polityk, dziennikarz i działacz narodowy, w 1944 minister kultury w rządzie Ibrahima Biçaku, brat Koço Tasiego.

## Życiorys
Był synem Theodosi Tasiego. Uczył się w szkole w Përmecie, a następnie w 1906 wyemigrował do Bostonu, gdzie kontynuował edukację z zakresu literatury. W Bostonie działał w Panalbańskiej Federacji Vatra, skupiającej diasporę albańską, współpracował z albańskojęzyczną gazetą Dielli. 
Powrócił do Albanii w 1929 i został mianowany bibliotekarzem na dworze króla Zoga I. W 1932 otrzymał stanowisko dyrektora Biblioteki Narodowej, które pełnił do roku 1941. W 1941 wyjechał z Tirany do Përmetu. Powrócił do stolicy w czasie okupacji niemieckiej obejmując mandat deputowanego do Zgromadzenia Narodowego. W tym czasie kierował gazetą Bashkimi i Kombit (Jedność Narodu). W 1944 otrzymał stanowisko ministra kultury w gabinecie Ibrahima Biçaku.
W 1944 nie zdecydował się na wyjazd z kraju. Schwytany przez partyzantów komunistycznych w grudniu 1944 w okolicach Szkodry. 13 kwietnia 1945 Sąd Specjalny w Tiranie skazał go na 30 lat więzienia za współpracę z okupantem. Odbywał karę w obozach Maliq i we Vloçisht, skąd trafił do więzienia w Burrelu. Chorował na marskość wątroby, zmarł w więzieniu w 1961. Miejsce jego pochówku pozostaje nieznane.